# Christophe Kerbrat
Christophe Kerbrat (* 2. August 1986 in Brest) ist ein französischer Fußballspieler.

## Karriere
Kerbrat begann das Fußballspielen 1991 in seiner frühen Kindheit beim Stade Plabennec. Dem Verein blieb er seine Jugendzeit hindurch treu und spielte gleichzeitig Tennis. In dieser Sportart wurde er als 15-Jähriger Vizemeister in seiner Heimatregion Bretagne, gab das Tennisspielen aber wenig später auf. 2003 rückte er mit 17 Jahren in die unter Amateurbedingungen antretende erste Mannschaft von Plabennec auf und schlug kurz darauf ein Angebot des Profivereins EA Guingamp aus. Auch ein Angebot des nahegelegenen Stade Brest konnte ihn nicht zu einem Wechsel in den bezahlten Fußball überzeugen, da er eine Zukunft im Amateursport an der Seite seiner Freunde bevorzugte. Neben dem Fußball arbeitete er in der Geflügelzucht. Mit Plabennec schaffte er 2006 den Sprung in die vierte Liga und stieg 2009 in die Drittklassigkeit auf. In der Spielzeit 2009/10 spielte sich die Mannschaft aus Plabennec in den nationalen Fokus, als sie im Pokal mit dem OGC Nizza und der AS Nancy zwei Erstligisten schlug, bevor sie im Achtelfinale der AJ Auxerre unterlegen war. Kerbrat war unter dauerhafter Beobachtung der bretonischen Klubs Brest und Guingamp geblieben und als Plabennec 2011 in die Viertklassigkeit abstieg, kehrte er dem Verein nach insgesamt 20 Jahren dort den Rücken und unterschrieb beim zweitklassig spielenden EA Guingamp.
Sein Profidebüt in der zweiten Liga gab der damals bereits 25-Jährige am 26. August 2011, als er bei einem 1:0-Sieg gegen den FC Istres in der 81. Minute für Fatih Atik eingewechselt wurde. Der hauptsächlich auf der Innenverteidigerposition aufgebotene Akteur musste sich anschließend mit sporadischen Einsätzen begnügen, wobei er zumeist eingewechselt wurde. In der Saison 2012/13 avancierte er hingegen zum unangefochtenen Stammspieler und leistete seinen Beitrag dazu, dass Guingamp am Ende der Spielzeit den Aufstieg die höchste französische Spielklasse erreichte. Sein Erstligadebüt verbuchte er am 11. August 2013 gegen Olympique Marseille und musste bei der 1:3-Niederlage alle drei Gegentore in den ersten 16 Minuten hinnehmen. In der nachfolgenden Zeit stabilisierten sich seine Leistungen jedoch sehr und er bildete mit dem neu verpflichteten Jérémy Sorbon eine Innenverteidigung, die verhältnismäßig wenig Gegentore im Abstiegskampf zuließ. Er war derart unangefochten, dass er die ersten 33 Saisonpartien durchspielte, ohne auch nur eine Minute zu verpassen. Dazu schaffte er mit dem Team neben dem Erreichen des Klassenverbleibs den Einzug ins französische Pokalendspiel 2014, blieb bei der Begegnung gegen den bretonischen Rivalen Stade Rennes ohne Gegentor und gewann dank des 2:0-Siegs die Trophäe. Guingamp qualifizierte sich auf diesem Weg für die Europa League 2014/15, bei der Kerbrat erstmals am internationalen Wettbewerb teilnahm und nach dem Überstehen der Gruppenphase im Sechzehntelfinale das Ausscheiden hinnehmen musste.
Nach neun Jahren Spielzeit bei Guingamp endete sein Vertrag dort mit Ende der Saison 2019/20. Insgesamt bestritt er für Guingamp 265 Liga-, 17 Ligapokal-, 25 Pokal- und 6 Europapokal-Spiele.
Nachdem er dann zunächst ohne Vertrag war, unterschrieb er Anfang Oktober 2020 einen Vertrag bei Stade Briochin, einem Verein der dritthöchsten französischen Liga.